# 1409 w polityce
Wydarzenia polityczne w 1409 roku.

## Wydarzenia
- 11 kwietnia - w Kaliszu Władysław Jagiełło wydaje przywilej zwalniający mieszczan Poznania z obowiązków transportowych wobec monarchy i jego wysłanników[1].
- 21 kwietnia - w Radziejowie Władysław Jagiełło wydaje przywilej zwalniający mieszczan Radziejowa z obowiązków transportowych wobec monarchy i jego wysłanników[1].
- 5 lipca - w Śremie Władysław Jagiełło wydaje przywilej zwalniający mieszczan Śremu z obowiązków transportowych wobec monarchy i jego wysłanników[1].
- 8 lipca - w Śremie Władysław Jagiełło wydaje przywilej zwalniający mieszczan Kościana z obowiązków transportowych wobec monarchy i jego wysłanników[1].
- 18 lipca - w Łęczycy Władysław Jagiełło wydaje przywilej zwalniający mieszczan Przemyśla z obowiązków transportowych wobec monarchy i jego wysłanników[1].
- 19 lipca - w Łęczycy Władysław Jagiełło wydaje przywilej zwalniający mieszczan Brześcia z obowiązków transportowych wobec monarchy i jego wysłanników[1].
- 21 lipca - w Łęczycy Władysław Jagiełło wydaje przywilej zwalniający mieszczan Kłodawy z obowiązków transportowych wobec monarchy i jego wysłanników[1].
- 26 lipca - w Inowłodzu Władysław Jagiełło wydaje przywilej zwalniający mieszczan Łęczycy z obowiązków transportowych wobec monarchy i jego wysłanników[1].
- 28 lipca - w Opocznie Władysław Jagiełło wydaje przywilej zwalniający mieszczan Radomia z obowiązków transportowych wobec monarchy i jego wysłanników[1].
- 29 lipca - w Radoszycach Władysław Jagiełło wydaje przywilej zwalniający mieszczan Opoczna z obowiązków transportowych wobec monarchy i jego wysłanników[1].
- 14 sierpnia – posłowie krzyżaccy docierają do króla Władysława Jagiełły z wypowiedzeniem wojny.